# 黒川きらら
黒川 きらら（くろかわ きらら、1988年7月15日 - ）は、日本の元AV女優。

## 略歴
2008年にKUKIよりAVデビュー。
2009年8月 より、雑誌・AVフリークのお悩み相談ムービーに毎月相談員として出演。
2010年10月に『エスワン解禁&AV引退』でセルデビューし、同作品の発売を以って引退。

## 作品

### アダルトビデオ
- 2008年
  - 初花 -hatsuhana- 黒川きらら （12月12日、KUKI）

- 2009年
  - 2nd Virgin （1月9日、KUKI）
  - ボインフェティッシュ （2月13日、KUKI）
  - ボイン若妻 （3月13日、KUKI）
  - 合コンの王様 （3月27日、KUKI）…共演:小西那奈、桜木凛、並木優、葉山潤子
  - SEXアンドロイド ボインモデル （4月10日、KUKI）
  - 特命OL　マゾボイン （5月8日、KUKI）
  - 中出しボイン奴隷 （6月12日、KUKI）
  - 恋人映像 （7月10日、KUKI）
  - 熱帯ナース （7月24日、KUKI）…共演:葉山潤子
  - 誘惑する痴女ボイン女教師 （8月14日、KUKI）
  - メゾン・ド・きらら　尻狂い （9月11日、KUKI）
  - 狭いところでSEX （10月9日、KUKI）
  - Venus Festa(ヴィーナスフェスタ)（11月7日 アリスJAPAN）
    - 4社AV女優：七海なな（アリスJAPAN）、伊東遥 (MAX-A) 、黒川 (KUKI) 、綾瀬ティアラ (h.m.p) の共演作品。

  - 24時間 オヤジと合宿 （11月13日、KUKI）
  - フーゾクDX （12月11日、KUKI）

- 2010年
  - 黒川きららの取扱説明書 （1月8日、KUKI）
  - デビュー1周年記念！黒川きららが選ぶエロぃカウントダウンBEST12 （1月22日、KUKI）…総集編
  - きららとイク！バーチャル南国旅行。 （2月12日、KUKI）
  - 並木優×黒川きらら ヤリなおし修学旅行。 （2月26日、KUKI）…共演:並木優
  - デカチ○ポで激ピストン （3月12日、KUKI）
  - きららせんせいといっしょ。 （4月9日、KUKI）
  - 黒川きららがネットで募集した童貞をやさしく筆おろし （5月14日、KUKI）
  - エスワン解禁&AV引退 黒川きらら （10月19日、エスワン）